# Luis María Sobrón
Luis María Sobrón es un poeta y ensayista argentino. Integra diversas antologías nacionales y extranjeras. Nació en Nogoyá, provincia de Entre Ríos. Falleció en Mar del Plata, provincia de Buenos Aires el 24 de junio de 2010. Fue nombrado Socio Honorario de la Sociedad Argentina de Escritores (SADE); también fue destacado Miembro de Honor de la Fundación Argentina para la Poesía.

## Obra
Ha publicado Yo caminero, Colombo, Buenos Aires, 1975; Poemas de la vida y la palabra, Instituto Caro y Cuervo, Bogotá, 1990; reeditado por Colombo de Buenos Aires le mismo año, con el que obtuvo la Faja de Honor de la Sociedad Argentina de Escritores); Salmo de cenizas, Verbum, Madrid, 1993; Máscaras sin rostro, Verbum, Madrid, 1996; La ciénaga de cristal, Vincinguerra, Buenos Aires, 1998; El alma en el espejo, Vincinguerra, Buenos Aires, 2000; Celebraciones (Antología), Melusina, Mar del Plata, 2001; El Otro (Summa Poetica), Vincinguerra, Buenos Aires, 2003.
Invitado a participar por titulares de cátedra de literatura y filosofía, nacionales e internacionales, ha presentado ponencias y clases magistrales en las que desarrolló sus conceptos acerca de "la poesía como salvación del hombre".

## Obra publicada
Ha publicado los siguientes libros: 
- Yo caminero, Colombo, Buenos Aires, 1975.
- Poemas de la vida y la palabra, Instituto Caro y Cuervo, Bogotá, 1990; Faja de Honor de la SADE.
- Salmo de cenizas, Cerbum, Madrid, 1993;
- Máscaras sin rostro, Verbum, Madrid, 1996;
- La ciénaga de cristal, Vincinguerra, Buenos Aires, 1998;
- El alma en el espejo, Vincinguerra, Buenos Aires, 2000;
- Celebraciones (Antología), Melusina, Mar del Plata, 2001;
- El Otro (Summa Poetica), Vincinguerra, Buenos Aires, 2003.

## Premios y distinciones
- Faja de Honor de la SADE, por Poemas de la vida y la palabra (1990).
- Socio Honorario de la Sociedad Argentina de Escritores (SADE).
- Miembro de Honor de la Fundación Argentina Para la Poesía.
- "Premio Alfonsina" a la Creación Poética (1997)